# Rhyacophila cerita
Rhyacophila cerita är en nattsländeart som beskrevs av Donald G. Denning 1971. Rhyacophila cerita ingår i släktet Rhyacophila och familjen rovnattsländor. Inga underarter finns listade i Catalogue of Life.